# 卡洛克 (伊利諾伊州)
卡洛克（英語：Carlock）是位於美國伊利諾伊州麥克萊恩縣的一個村落。

## 地理
卡洛克的座標為40°34′25″N 89°07′57″W / 40.57361°N 89.13250°W，而該地最高點為海拔高度235米（即771英尺）。

## 人口
根據2010年美國人口普查的數據，卡洛克的面積為1.11平方千米，當中陸地面積為1.11平方千米，而水域面積為0.00平方千米。當地共有人口552人，而人口密度為每平方千米497人。